# Gabinet de curiositats

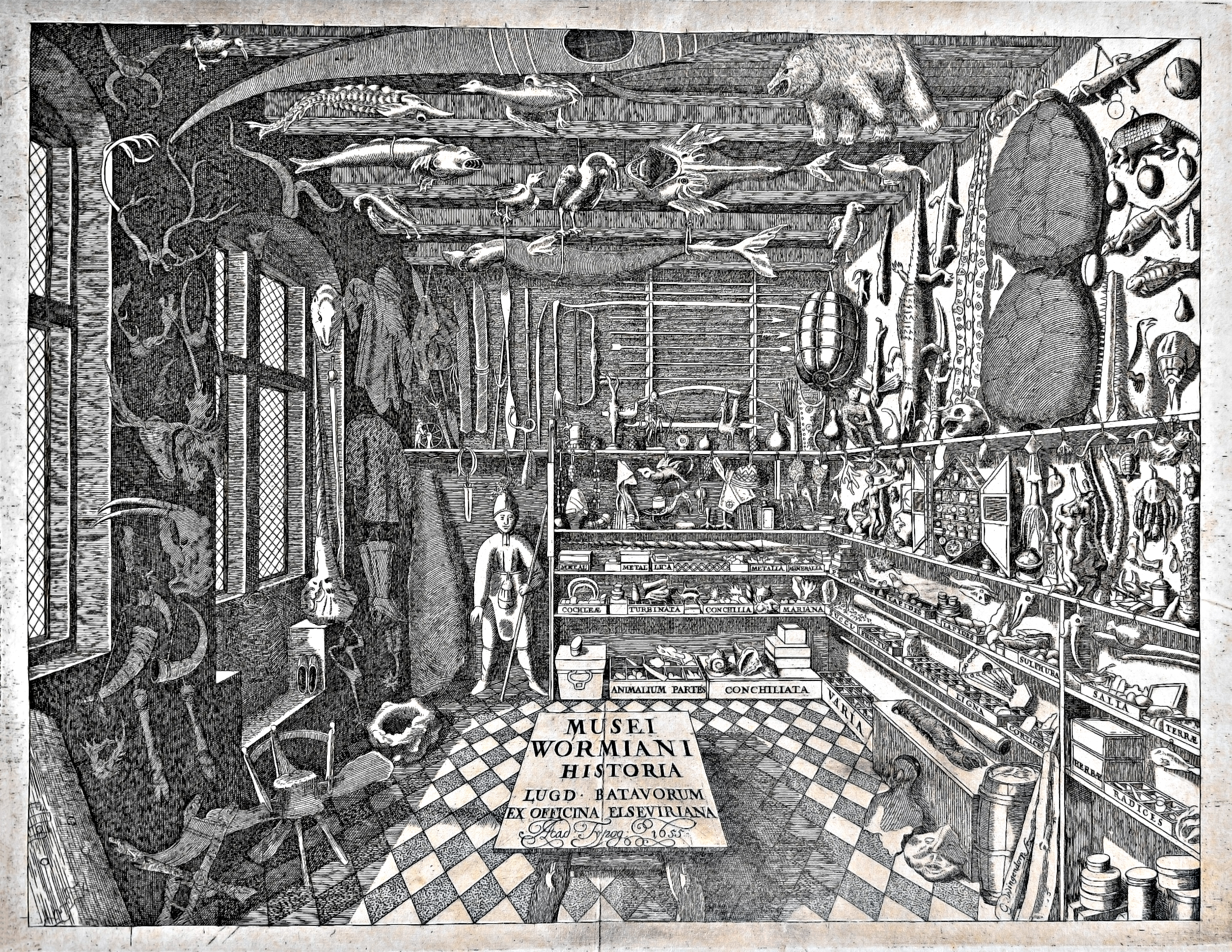
Musei Wormiani Historia

Un gabinet de curiositats o cambra de les meravelles (en anglès: cabinet of curiosities, en alemany: Kunstkabinett, Kunstkammer, Wunderkammer) era una col·lecció enciclopèdica d'objectes durant l'època del Renaixement a Europa. En la terminologia moderna entrarien dins la història natural (de vegades eren falsificacions), la geologia, l'etnografia, l'arqueologia, relíquies religioses, obres d'art i antiguitats. En el cas de Carles I d'Anglaterra, per exemple, la seva col·lecció, la considera Peter Thomas com una forma de propaganda.

## Història

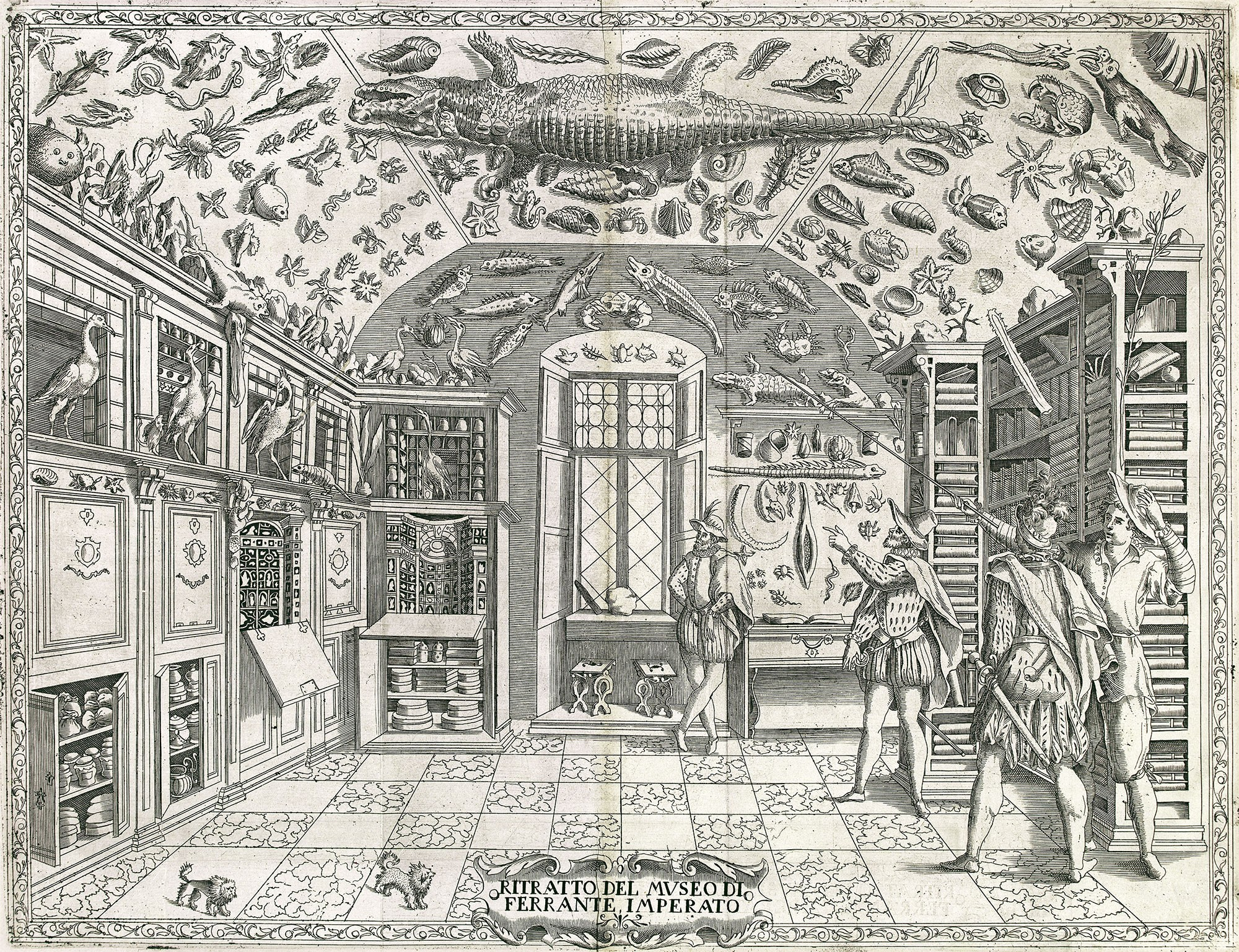
Gravat de Ferrante Imperato per a Dell'Historia Naturale (Nàpols, 1599), la primera il·lustració d'un gabinet de curiositats en història natural

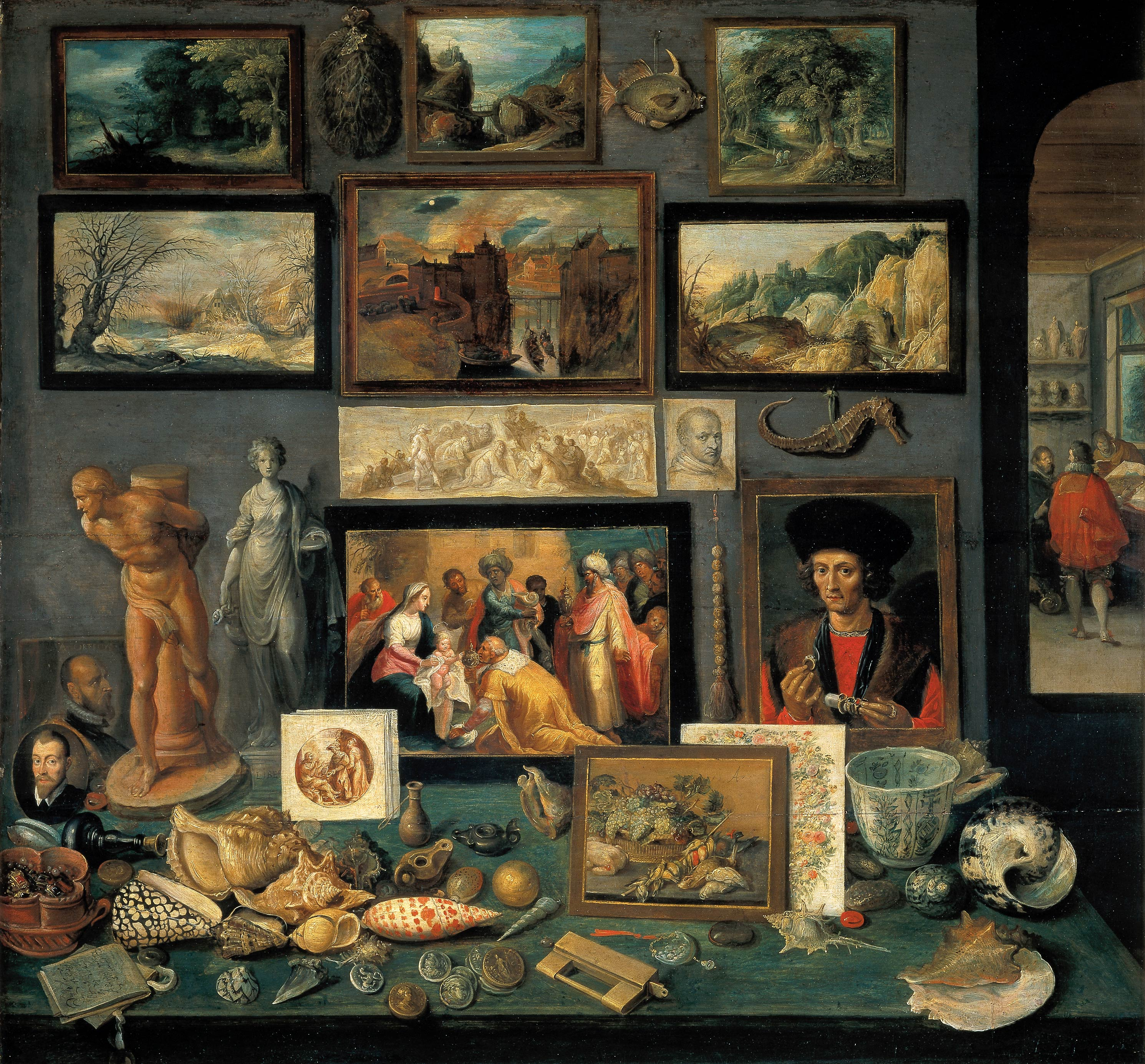
Pintura de Frans II Francken (1636)

El terme gabinet en arquitectura originàriament descrivia una habitació, no pas un moble. Els gabinets de curiositats més antics són del segle xvi. El Kunstkammer de l'emperador Rodolf II del Sacre Imperi Romanogermànic (que regnà entre 1576–1612), era al castell de Praga, i hostejava les col·leccions de Rodolf II. Ferran II d'Habsburg, arxiduc d'Àustria i oncle de Rodolf II també tenia una col·lecció amb especial èmfasi en pintures de persones amb deformitats interessants. Es trobava al castell d'Ambras, a Àustria.
Els gabinets de curiositats sovint representaven avenços científics quan finalment es publicaven les imatges del seu contingut. Per exemple, el catàleg de la col·lecció de Worm, publicat al Museum Wormianum (1655).

### Anglaterra

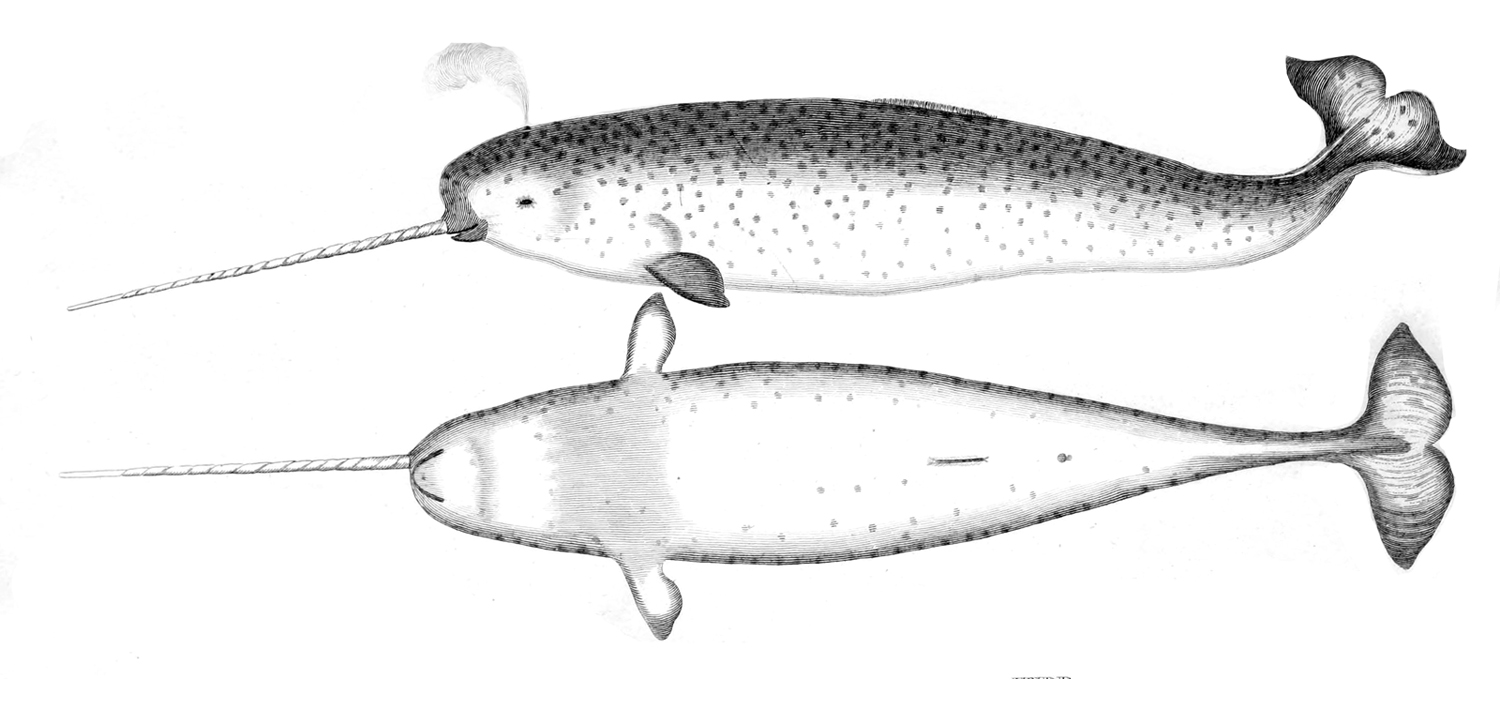
Narval mascle o unicorn

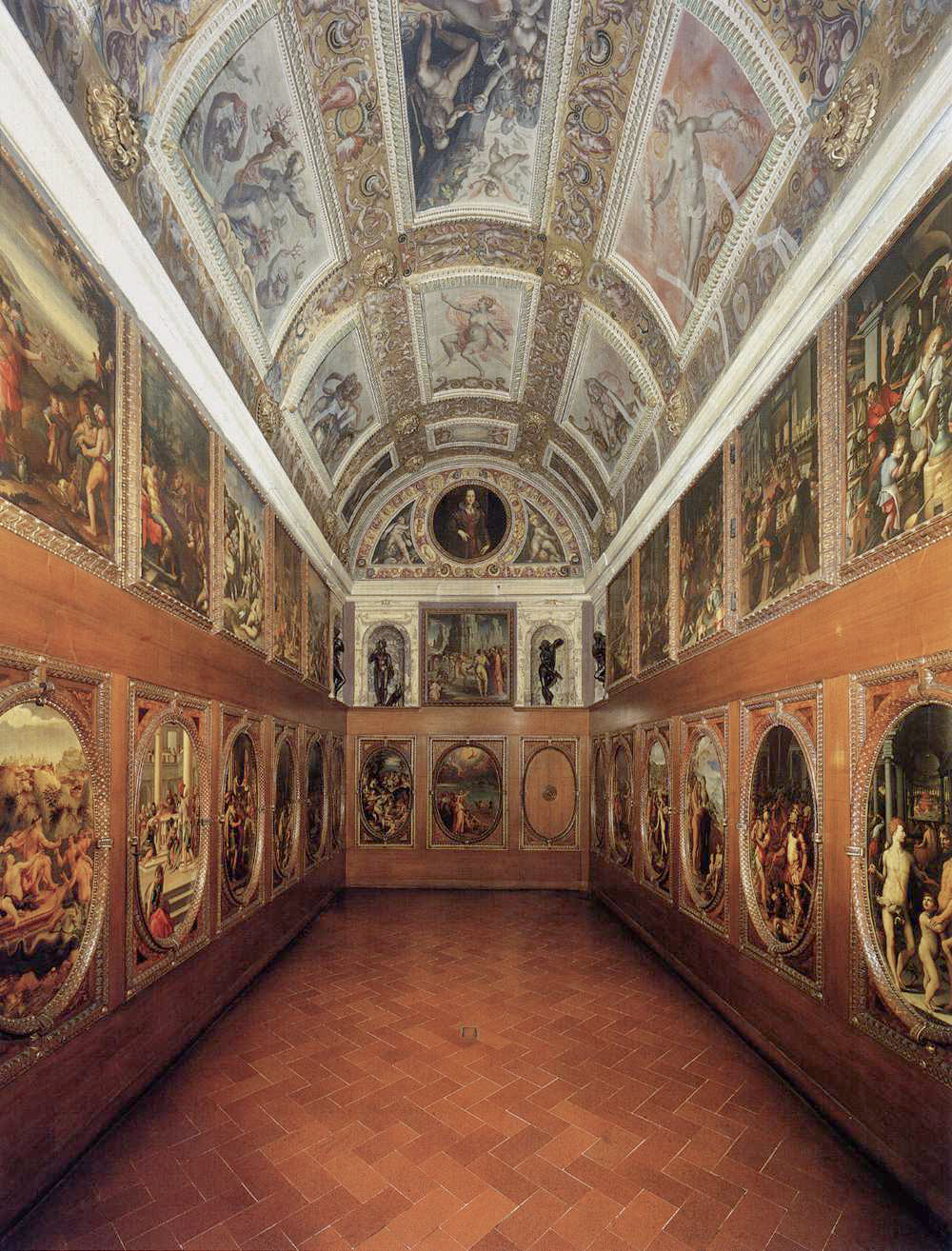
Studiolo de Francesco I al Palazzo Vecchio, Florència

Sir Hans Sloane (1660–1753) va ser el fundador del Museu Britànic de Londres. El 1687, el duc d'Albemarle el va fer el seu metge personal a Jamaica. Sloane va recollir-ne animals, plantes i curiositats artificials que foren la base de la seva obra Natural History of Jamaica. Sloane tornà a Anglaterra el 1689 amb uns 800 espècimens de plantes i en va fer un herbari. També va recollir animals vius, com una iguana, però arribaren morts a Anglaterra.
Sloane va catalogar meticulosament els seus espècimens i adquirí també la col·lecció de Herman Boerhaave i d'altres.
John Tradescant el Vell (cap a 1570–1638) fou un botànic al servei del duc de Buckingham. Recollí plantes i parts de plantes de Rússia, el Llevant, Algèria, França, Bermuda, el Carib i les Índies Orientals. El seu fill, John Tradescant el Jove (1608–1662), viatjà a Virgínia el 1637 i en recollí plantes, conquilles i vestits amerindis, com per exemple una pell de cérvol de Powhatan, pare de Pocahontas. Cap a 1630, els Tradescants tenien un gran gabinet de curiositats, obert al públic, a South Lambeth, conegut com a Tradescant's Ark.

### Països Catalans
El 1626 Joan Salvador i Boscà (1598-1681) va començar la tasca de recopilar tota mena d'animals, vegetals, minerals i fòssils que configurarien el gabinet de curiositats situat a la rebotiga de l'apotecaria familiar, al carrer Ample amb Fusteria. Juntament amb el seu fill Jaume Salvador i Pedrol (1649-1740) i els seus dos nets, Josep i Joan Salvador i Riera, van expandir la col·lecció que, al llarg dels anys, va esdevenir una de les col·leccions d'història natural dels segles XVII i XVIII més importants d'Europa. La col·lecció es tancà definitivament a la visita pública el 1855 i va romandre emmagatzemada a la masia familiar fins que Pius Font i Quer, director de l'Institut Botànic de Barcelona, l'adquirí l'any 1937. El 2013 l'Ajuntament de Barcelona va completar la col·lecció amb l'adquisició de la resta d'elements que quedaven del gabinet original.